# Simone Moro
Simone Moro (Bérgamo, 27 de octubre de 1967) es un alpinista, escritor y piloto de aviación italiano. Es el segundo montañero (tras Jerzy Kukuczka) en lograr la primera ascensión invernal a cuatro ochomiles: Shisha Pangma (2005), Makalu (2009), Gasherbrum II (2011) y Nanga Parbat (2016).

## Primeros tiempos
Nacido en Bérgamo (Italia) de una familia de clase media, se crio en el barrio de Valtesse. Se inicia en el montañismo con su familia, su padre era un escalador y ciclista de alto nivel,  más tarde a los trece años empezó a subir la Presolana y otros macizos de los Alpes de Bérgamo, sin embargo, continuó sus estudios hasta graduarse cum laude en la universidad. En 1985 participa en su primera ascensión de escalada en Bardonecchia iniciando con ello cinco años de competición en todos los niveles tanto nacionales como internacionales de escalada. En 1988 se une al equipo italiano de escalada, equipo del que se convirtió en entrenador durante cuatro años desde 1992 al 1996.
Ha participado en más de cuarenta expediciones de montaña incluyendo diez invernales.

## Carrera
Simone Moro comenzó su actividad de escalada en el Grigne, cerca de su ciudad natal, y en los Dolomitas. Su padre fue su primer mentor seguido por Alberto Cosonni y Bruno Tassi. En este período se vio involucrado principalmente en la escalada, una actividad de la que nunca ha salido. En 1992 participó en su primera expedición al Himalaya, al Everest. 
Un año más tarde Moro subió el Aconcagua, alcanzando la cumbre el primer invierno de ese pico. Durante su carrera ha tratado de una serie de montañas como el Cerro Mirador y el Makalu en 1993, Shisha Pangma en 1994, el Kangchenjunga en 1995, Fitz Roy, Dhaulagiri y la cumbre Shisha Pangma en 1996, otra vez la cumbre del Lhotse en 1997 e intento de cima en el Annapurna en diciembre de 1997 (una avalancha enterró a su compañero el kazajo Anatoli Boukreev), intentó de nuevo el Everest en 1998, los cuatro picos Pico Lenin (7134), Pico Korjenevska (7105), Pico Kommunism (7495), Khan Tengri (7010) con el joven escalador  Kazajo Denis Urubko, la continuación, la cumbre del Everest junto a él en 2000 y la pared de mármol en el invierno de 2001, trató de atravesar el Everest-Lhotse en 2001, la cumbre de tres picos: el Macizo Vinson, Cho Oyu y el Everest en 2002, la cumbre de tres picos: Broad Peak, Elbrus y el Kilimanjaro.
En 2003, la cumbre del Baruntse a lo largo de una nueva ruta e intentó el Shisha Pangma y el Annapurna en 2004; los picos Batura Muztagh y Batokshi en 2005, Broad Peak en invierno de 2006 y 2007. En 2005 logró la cumbre del primer invierno de Shisha Pangma, con Piotr Morawski.
Moro en 1996 subió la pared oeste del Fitz Roy (3341m en la Patagonia) en 25 horas desde la base hasta la cumbre y de regreso a la base. En 1996 subió Shisha Pangma Sur (8008m) sin oxígeno en 27 horas con esquís en el descenso de 7100 metros. En invierno de 1997 intentó la cara sur del Annapurna. Durante este intento de sus compañeros de escalada Anatoli Boukreev y Dimitri Sobolev perecieron bajo una avalancha. En 2008 logró (con Hervé Barmasse) la primera ascensión de la Beka Brakai Chhok (6.950 m Karakorum). La escalada se realizó en el más puro estilo alpino y en 43 horas.
En enero de 2009 Moro y Denis Urubko completaron la primera ascensión invernal al Makalu.
En mayo de 2001 durante una escala contra la pared del Lhotse en 8000 abandonó la subida para iniciar la búsqueda y rescate del alpinista inglés Tom Moores. A Moro le fue concedido el trofeo Fair Play Pierre de Coubertin de la UNESCO, la Medalla de Oro de civiles presidente italiano Carlo Azeglio Ciampi, y el David A. Sowles Memorial Award de la American Alpine Club.

### Ochomiles
- 1997: Lhotse
- 1998: Shisha Pangma
- 2000: Everest
- 2002: Everest
- 2002: Cho Oyu (en velocidad)
- 2004: Broad Peak (en velocidad)
- 2005: Shisha Pangma (primera ascensión invernal con Piotr Morawski)
- 2006: Everest (travesía sur-norte con ascensión en velocidad)
- 2009: Makalu (primera ascensión invernal junto a  Denis Urubko)
- 2010: Everest
- 2011: Gasherbrum II (primera ascensión invernal junto a  Denis Urubko y Cory Richards)
- 2016: Nanga Parbat (primera ascensión invernal junto a  Alex Txikon y Ali Sadpara)

## Ascensión alGasherbrum II
La ascensión se inició el 29 de enero de 2011 en el campo base situado a 5.100 metros. El 30 de enero llegan al campo base n.º 1 situado a 5.900 y al día siguiente al campo base n.º 2 situado a 6500 metros. El día 1 de febrero desde el campo base nº 3 situado a 6.850 inician la escalada hacia la cima, cota que alcanzan tras ocho horas  veintiocho minutos de ascenso el día 2 de febrero. Una vez coronada la cima regresaron hasta el campo nº 3 tras cuatro horas de descenso. Esta escalada fue realizada en invierno y en estilo alpino, es decir, la escalada se practica de forma autosuficiente: el alpinista transporta todo lo necesario, comida, refugio, equipo, etc., mientras asciende.
Durante su ascenso y  descenso tuvieron que afrontar condiciones climatológicas adversas propias de la estación invernal como una temperatura de -46 °C.

## Premios
- Medallas de oro al Valor Civil por el presidente Ciampi y la región italiana de Lombardía.
- Fairplay Pierre de Tropy Cubertin.
- David Sowles Award American Club Alpino.

## Libros publicados
- Simone Moro, Cometa sull'Annapurna, Corbaccio Editore
- Simone Moro, "8000 metri di vita" (ITA/ENG Version), Gráfica & Arte Editore